# Крякуша
Крякуша — деревня в Карамышевской волости Псковского района Псковской области России.
Расположена в 10 км к западу от села Карамышево и в 36 км к востоку от центра города Пскова.
Численность населения деревни по состоянию на 2000 год составляла 28 человек.